# NGC 5935
NGC 5935 este o liner situată în constelația Boarul. A fost descoperită în 12 iunie 1880 de către Édouard Stephan⁠(d). Se află la o distanță de 79,36 de megaparseci de Pământ.